# 達里奧·弗朗奇蒂
乔治·達里奧·马里诺·弗朗奇蒂，MBE（英語：George Dario Marino Franchitti，1973年5月19日—），在蘇格蘭出生，是一位英國賽車手。他曾經在2007、2010和2012年贏得印第安納波利斯500大賽。
2013年10月6日，弗朗奇蒂在休斯敦站的賽事中發生嚴重意外，弗蘭基蒂的賽車在彎位與另一賽車相撞後，高速撞向圍欄，凌空翻轉後才停下。至少十三名觀眾被碎片擊中受傷，弗蘭基蒂亦需由工作人員抬出賽車送院檢查，事後證實他脊椎及右腳踝受傷。

## 早年生活
達里奧生於蘇格蘭西洛錫安巴斯蓋特，在愛丁堡斯圖爾特梅爾維爾學院求學期間對卡丁車產生興趣，與大衛·庫塔是競爭對手，贏得1984年蘇格蘭卡丁車少年錦標賽、1985及1986年英國卡丁車少年錦標賽和1988年蘇格蘭卡丁車資深組錦標賽的冠軍。及後晉升至沃克斯豪爾方程式少年組（Formula Vauxhall Junior），並於1991年贏得總冠軍。

## 家庭
弗朗奇蒂在2001年12月跟美國影星艾希莉·賈德結婚。不過在2013年1月29日兩人宣佈決定離婚。
弗朗奇蒂的弟弟馬里奧·弗朗奇蒂也是一名賽車手。F1車手保羅·迪·雷斯塔是弗朗奇蒂的堂弟。

## 外部連結
- 官方网站
- 達里奧·弗朗奇蒂在Racing-Reference上的車手數據。
- Driver details at www.indycar.com
- The Greatest 33